# Hiwatt

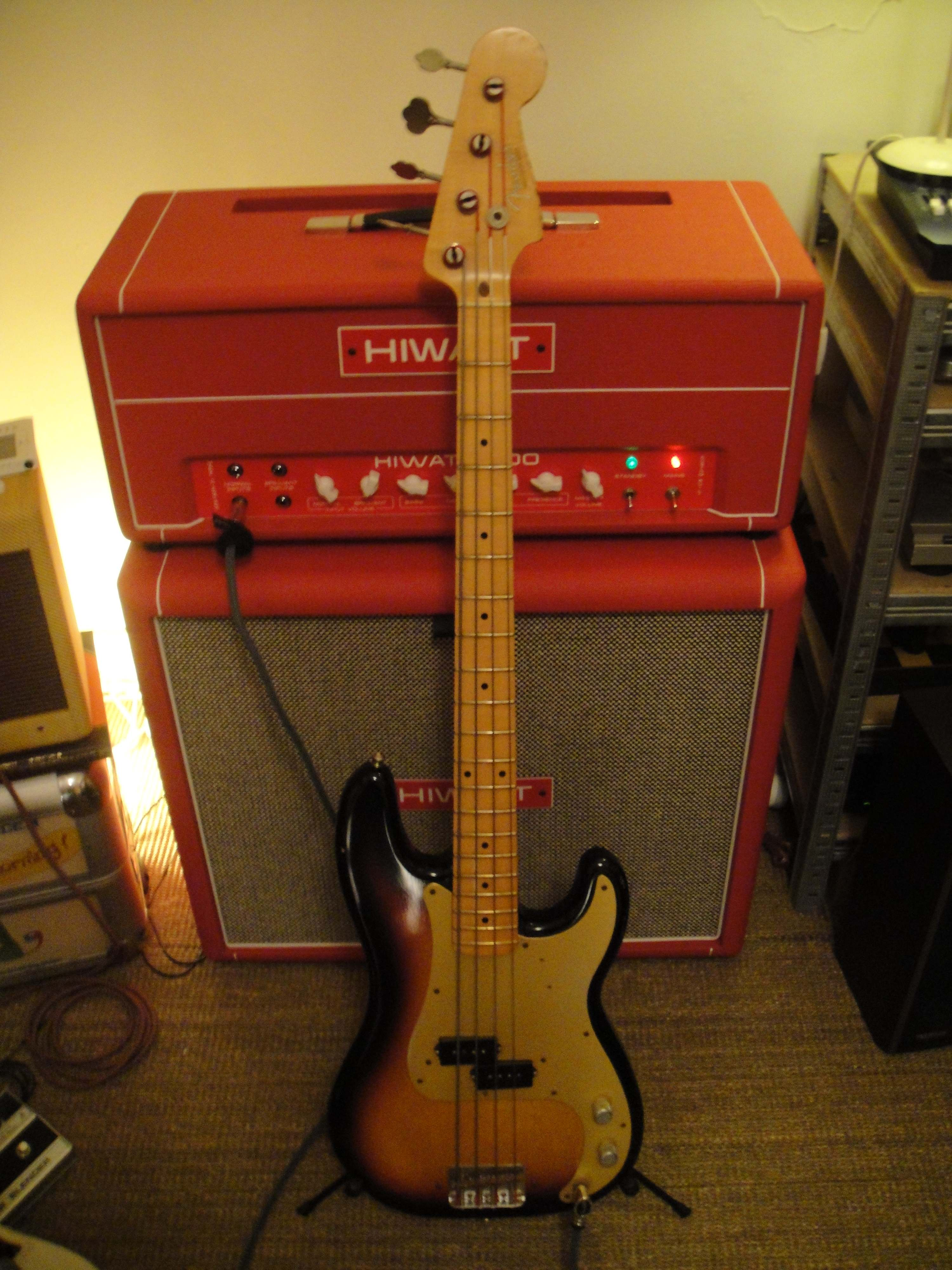
Hiwattversterker (met Fender Precision Bass uit 1958)

Hiwatt (of: HIWATT) is een Brits bedrijf dat versterkers maakt voor elektrische gitaren en basgitaren. Hiwatt vormt vanaf de late jaren zestig samen met de versterkermakers Marshall en Vox het zogenaamde "Britse" gitaarversterkergeluid.
Een ander, minder bekende divisie van Hiwatt, beslaat de productie van effectpedalen en andere gerelateerde producten.

## Sound City erfgoed
Het bedrijf Hiwatt werd geboren om tegemoet te komen aan de steeds groter wordende eisen van bassist John Entwistle en gitarist Pete Townshend van The Who. Townshend maakte reeds sinds het midden van 1967 gebruik van Sound City versterkers en Entwistle iets langer, toen zij in 1968 het bedrijf benaderden om hun uitrusting lichtelijk aan te passen. Dit verzoek werd niet verhoord, maar fabrikant Dave Reeves — een voormalige medewerker van Sound City — ging akkoord en creëerde een customgemaakte Sound City L100 versterker en bracht deze uit onder de naam Hylight Electronics. Dit model was de Hiwatt DR103, die in 1970 omgedoopt werd in de CP103 "Super Who 100", het model dat Townshend bijna een decennium lang exclusief zou gebruiken. In 1973 werd het DR103W-model gemaakt, dat Townshend tot op heden gebruikt.

## Bekende gebruikers
Bekende gebruikers van Hiwatt-versterkers, in alfabetische volgorde:
- Guy Berryman (Coldplay)
- Ruben Block (Triggerfinger)
- Paul Van Bruystegem (Triggerfinger)
- Tommy Bolin
- Nic Cester (Jet)
- Jamie Cook (Arctic Monkeys)
- Chris Dekker (Boilersuit/The La La Lies)
- Duane Denison (Jesus Lizard/Firewater/Tomahawk)
- John Entwistle (The Who)
- Robert Fripp (King Crimson)
- Noel Gallagher (Oasis)
- David Gilmour (Pink Floyd)
- Steve Hackett (Genesis)
- John Haggerty (Naked Raygun/Pegboy)
- Bob Hardy (Franz Ferdinand)
- Hard-Fi
- Hugh Harris (The Kooks)
- The Hives
- Peter Hook (Joy Division/New Order)
- Trevor Horn (The Buggles/Yes/Art of Noise)
- Manny Charlton (Nazareth)
- Danko Jones
- Winfred Kennerknecht (Truckfighters)
- David Keuning (The Killers)
- Alex Lifeson (Rush)
- Stuart Macleod (Eskimo Joe)
- Hideto Matsumoto (X Japan/Hide with Spread Beaver/Zilch)
- Cameron Muncey (Jet)
- Kenny Olson (Kid Rock)
- Jimmy Page (Led Zeppelin)
- Tom Petersson (Cheap Trick)
- Justin Pierre (Motion City Soundtrack)
- Mike Riggs (Rob Zombie/Scum of the Earth)
- Neal Schon (Journey)
- Mark Stoermer (The Killers)
- Max Tite (Switches)
- Pete Townshend (The Who)
- Robert Trujillo (Suicidal Tendencies/Infectious Grooves/Metallica)
- Eddie Vedder (Pearl Jam)
- Joe Walsh (The Eagles)
- Robin Zander (Cheap Trick)

Bekende gebruikers van pre-Hiwatt Sound City versterkers:
- Jack Bruce (Cream)
- Eric Clapton (Cream)
- John Entwistle (The Who)
- Jimi Hendrix
- David Gilmour (Pink Floyd)
- Jimmy Page (Led Zeppelin)
- Noel Redding (The Jimi Hendrix Experience)
- Pete Townshend (The Who)